# Boliwia na Letnich Igrzyskach Olimpijskich 1976
Boliwię na Letnich Igrzyskach Olimpijskich 1976 reprezentowało 4 zawodników, byli to sami mężczyźni.

## Kolarstwo
- Marco Soria
  - Wyścig indywidualny ze startu wspólnego – nie ukończył
  - 1000 m ze startu zatrzymanego – 26. miejsce

## Jeździectwo
- Roberto Nielsen-Reyes
  - Skoki indywidualnie – nie ukończył

## Lekkoatletyka
- Lucio Guachalla
  - Maraton – 60. miejsce

## Strzelectwo
- Jaime Sánchez
  - Pistolet dowolny, 50 m- 39. miejsce